# Тшћел
Тшћел (пољ. Trzciel) је град у Пољској у Војводству Лубушком у Повјату międzyrzecki. Према попису становништва из 2011. у граду је живело 2.449 становника.

## Становништво
Према прелиминарним подацима са пописа, у граду је 2011. живело 2.449 становника.
| 2002. | 2011. | 2012. |
| ----- | ----- | ----- |
| 2.396 | 2.449 | 2.476 |